# بوم صياح شرقي
بوم صياح شرقي (الاسم العلمي: Megascops asio) هو نوع من فصيلة بوم حقيقي.